# 马尼安平原
马尼安平原（法語：Plaine Magnien）是毛里求斯岛大港区的一个村庄。2011年人口数量为10,443人。
毛里求斯岛上的唯一机场西沃萨古尔·拉姆古兰爵士国际机场座落在该村。